# Klippskivlav
Klippskivlav (Buellia aethalea) är en lavart som först beskrevs av Erik Acharius, och fick sitt nu gällande namn av Theodor 'Thore' Magnus Fries. Klippskivlav ingår i släktet Buellia och familjen Physciaceae.  Arten är reproducerande i Sverige. Inga underarter finns listade i Catalogue of Life.